# 맥 타이탄
맥 타이탄(영어: Mack Titan)은 미국 맥 트럭사가 생산하는 대형 트럭으로 1995년에 로드 트레인과 오버사이즈 로드에 대응하기 위해 오스트레일리아에서 최초로 출시되었다가 2008년에 북아메리카 사양에 맞춰 미국에서 출시하기 시작했다.

## 개요
이 트럭은 오스트레일리아의 장거리 중량 수송 시장을 공략하기 위해 개발이 되었고 큰 규모와 출력이 강한 편이다. 최대 추력은 685마력, 최대 토크는 317kg/m로 최대 견인 총중량(영어: GCWR)은 최대 200톤을 자랑하는 로드 트레일러 중에서 가장 강력한 편이다. 다른 로드 트레일러와 달리 중량 화물 수송에 특회된 옵션을 갖추고 있다.

## 오스트레일리아의 사양
- 더운 기후에 대응하기 위해 라디에이터를 장착했다.
- 로드 트레인 견인에 대응하기 위해 대용량 에어 탱크를 장착했다.
- 중량 화물과 비포장 도로에 대응하기 위해 이중, 삼중 강화 프레임 구조로 설계했다.
- 로드킬에 대응하기 위해 대형 전투범퍼를 사용했다.
- 비포장 도로 주행 시 먼지 유입을 방지하기 위해 운전실 좌우에 수직으로 높이 뻗는 공기 흡입구가 있다.
- 후륜 가변축 옵션이 있으며 맥 트럭에서 제작한 16단 변속기와 이튼 컴포레이션에서 제작한 18단 변속기 옵션이 있다.
- 영국, 일본, 뉴질랜드와 마찬가지로 좌측 통행을 하기 때문에 우핸들 옵션을 적용했다.

## 북아메리카의 사양
- 2008년에 최초로 미국에 출시 했으며 북아메리카 교통법에 맞게 개량 되었다.[2] 주로 건설 및 광산 장비를 수송하기 위해 개발되었다.[3] 향후 커민스 디젤 엔진에서 볼보에서 사용하는 D16C 디젤 엔진으로 대체될 예정이다.[4]

## 사진

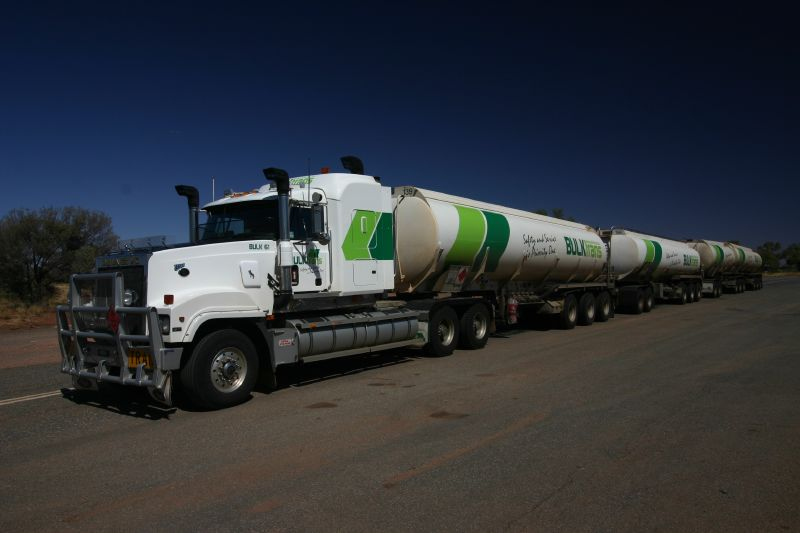
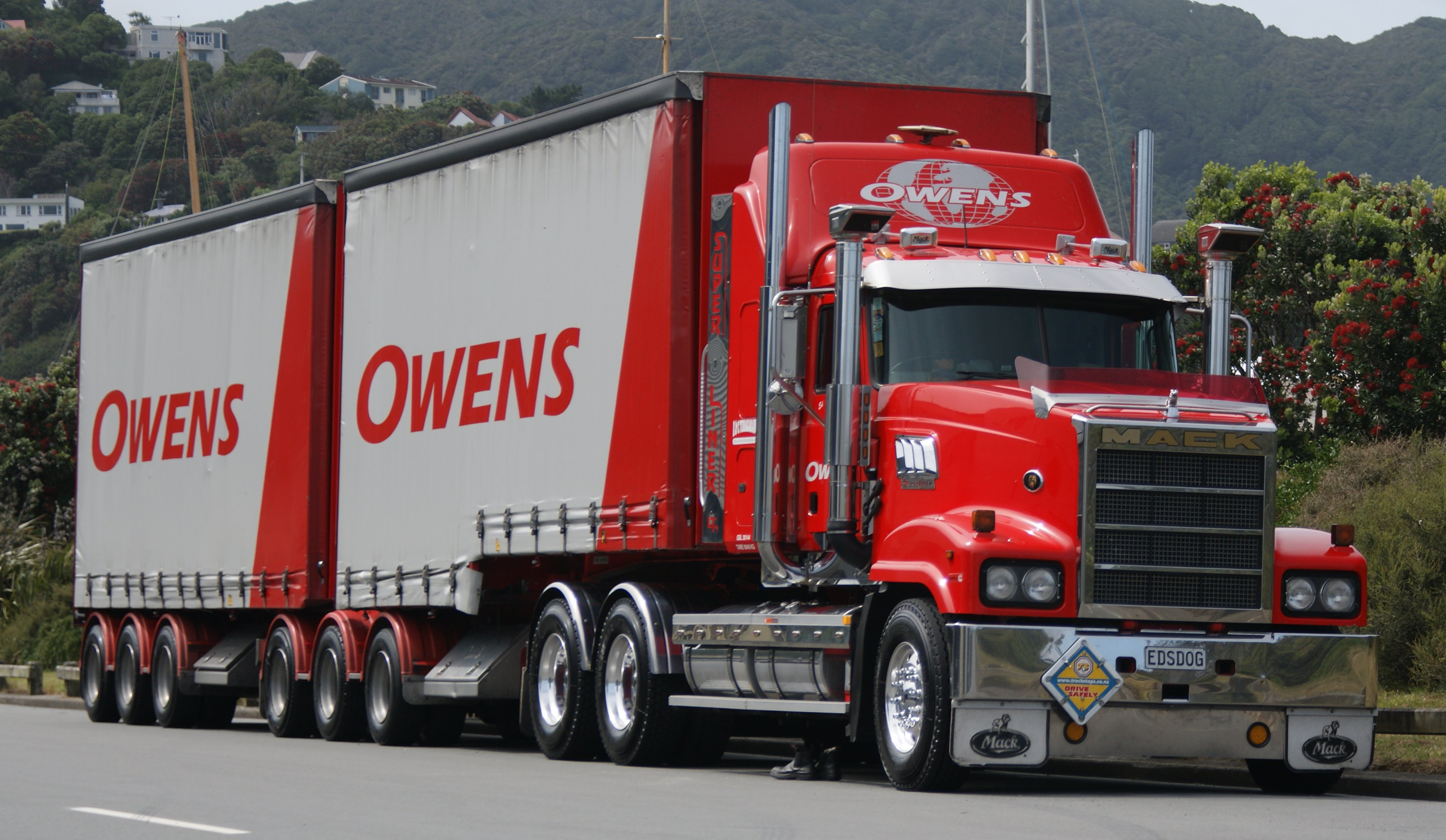
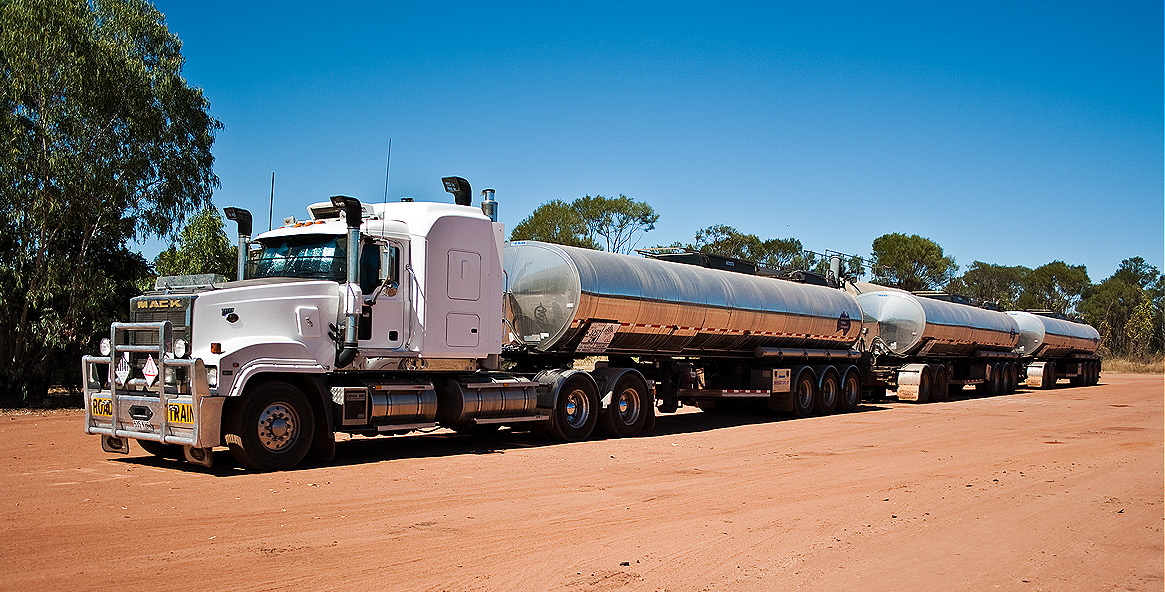
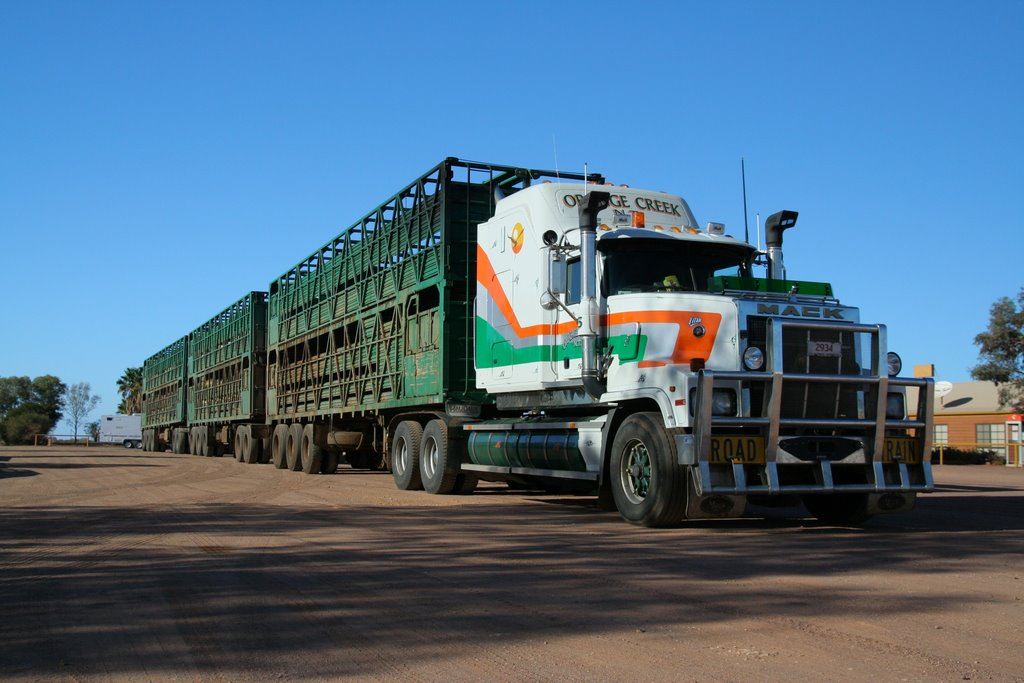
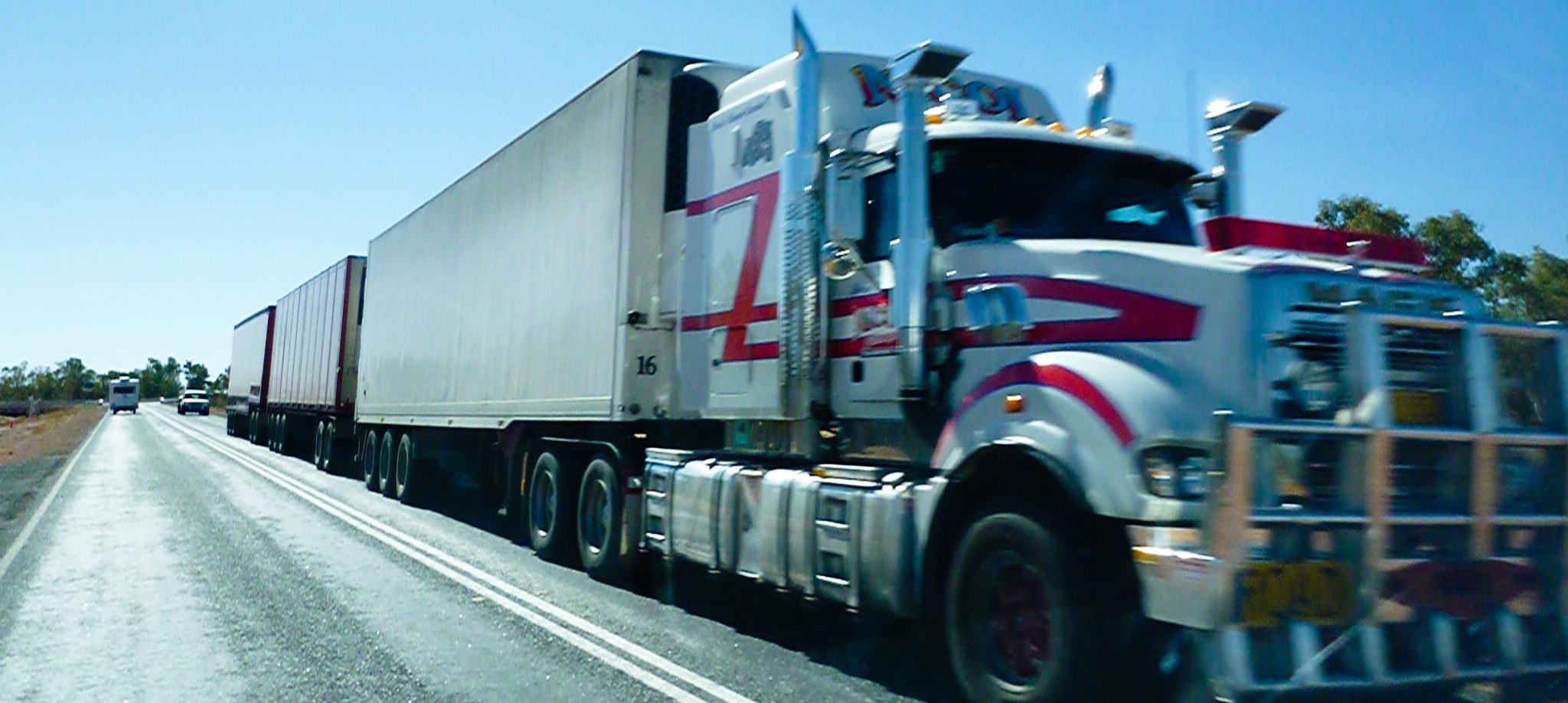
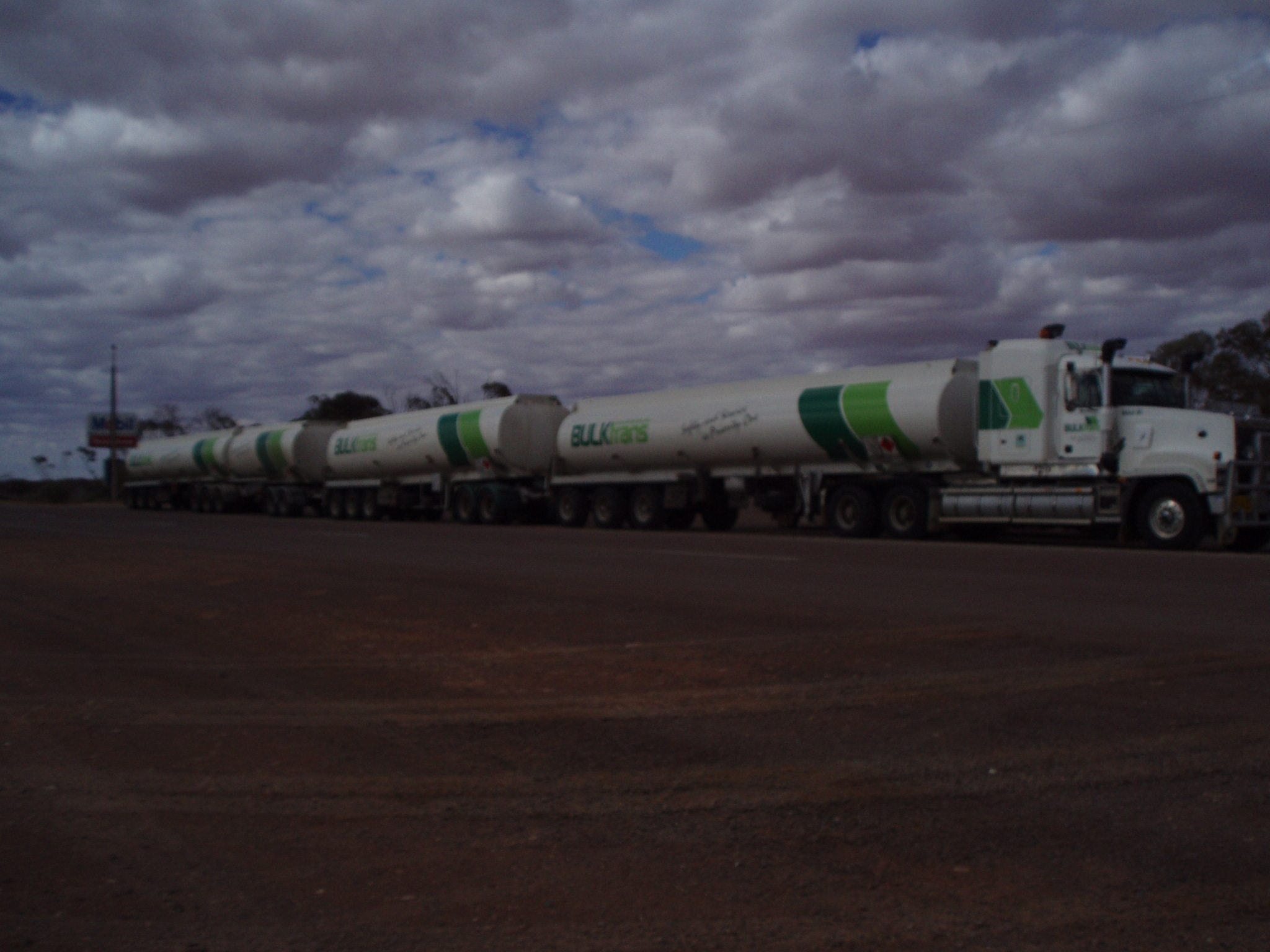
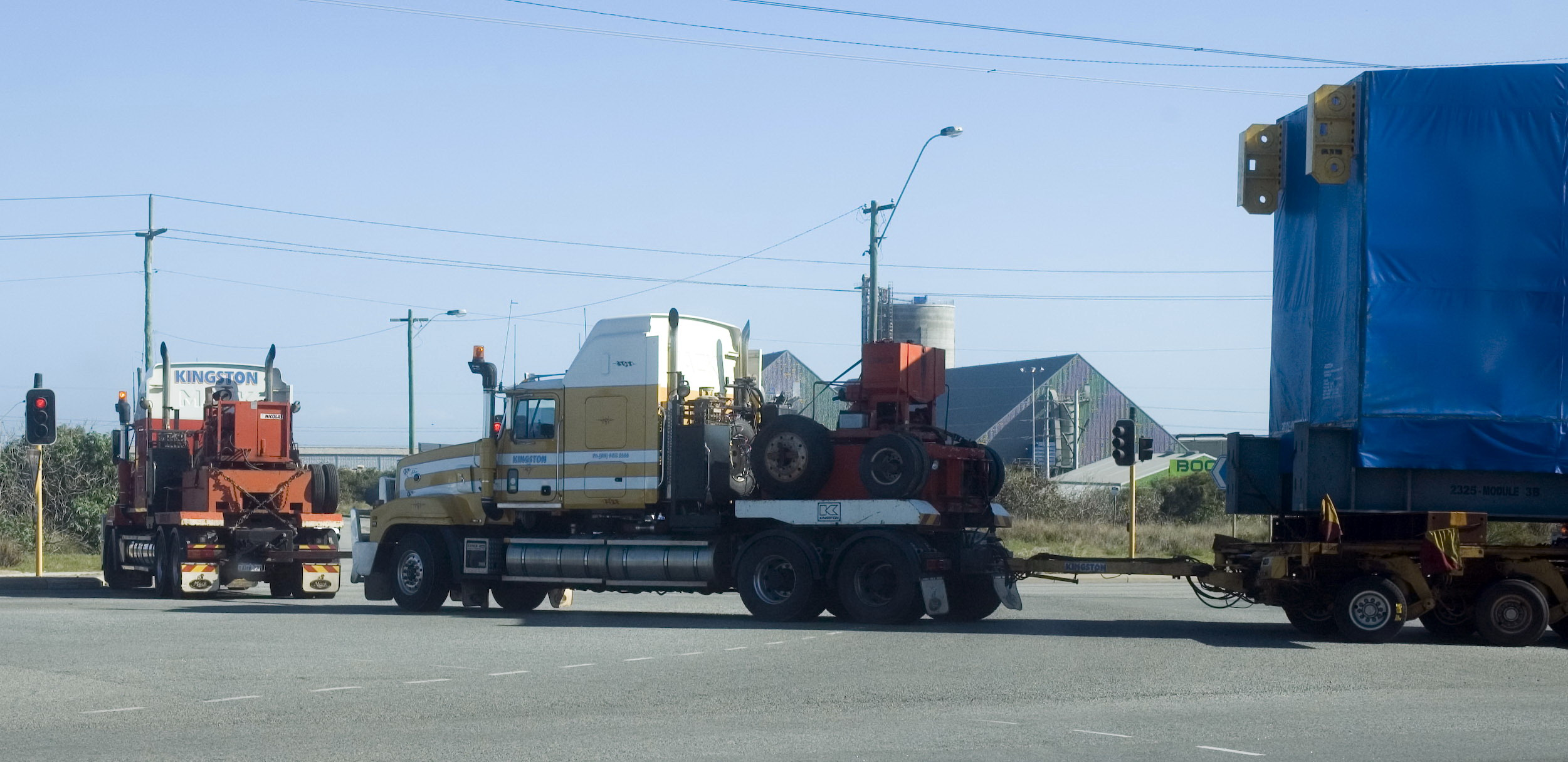
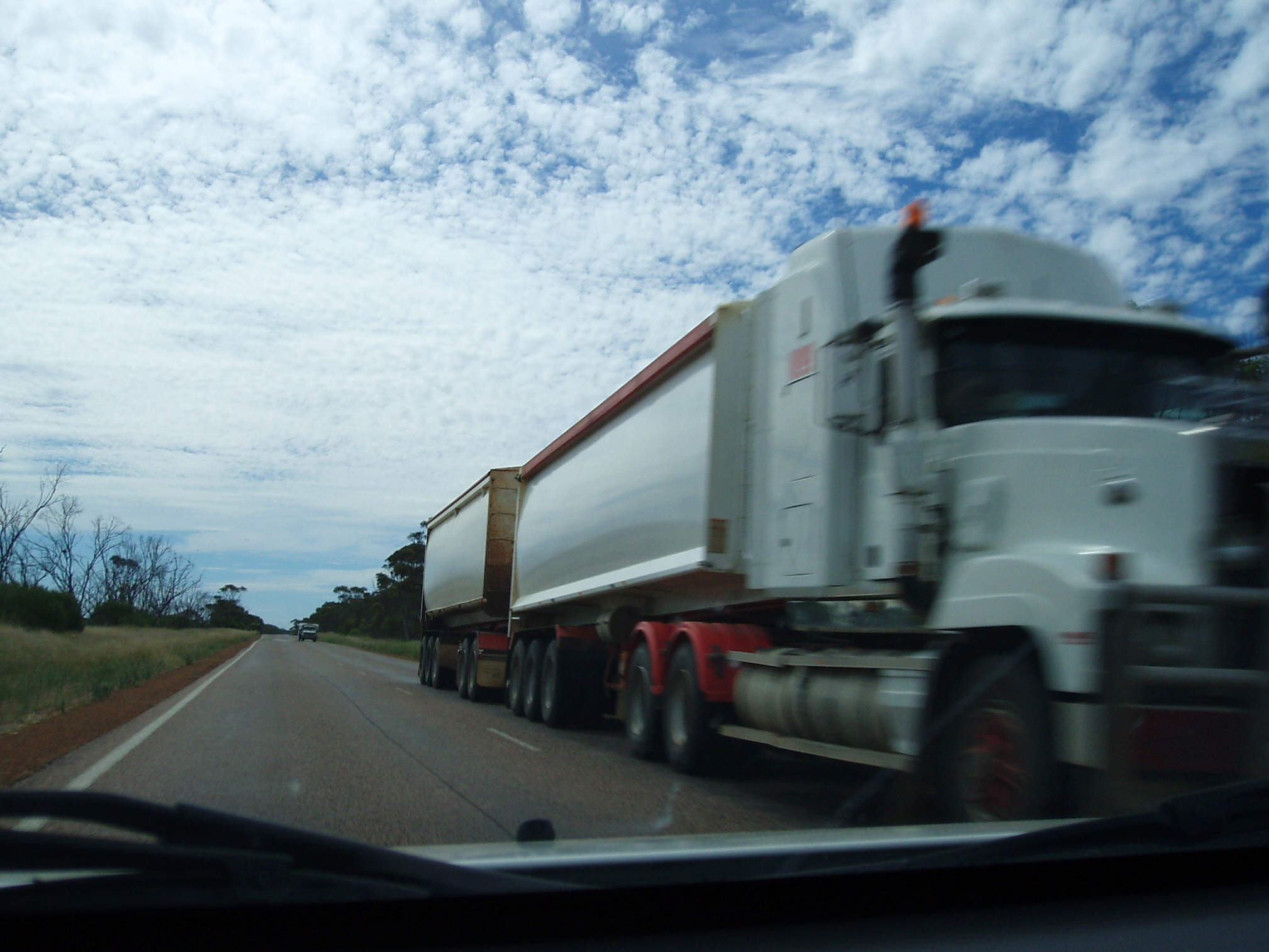
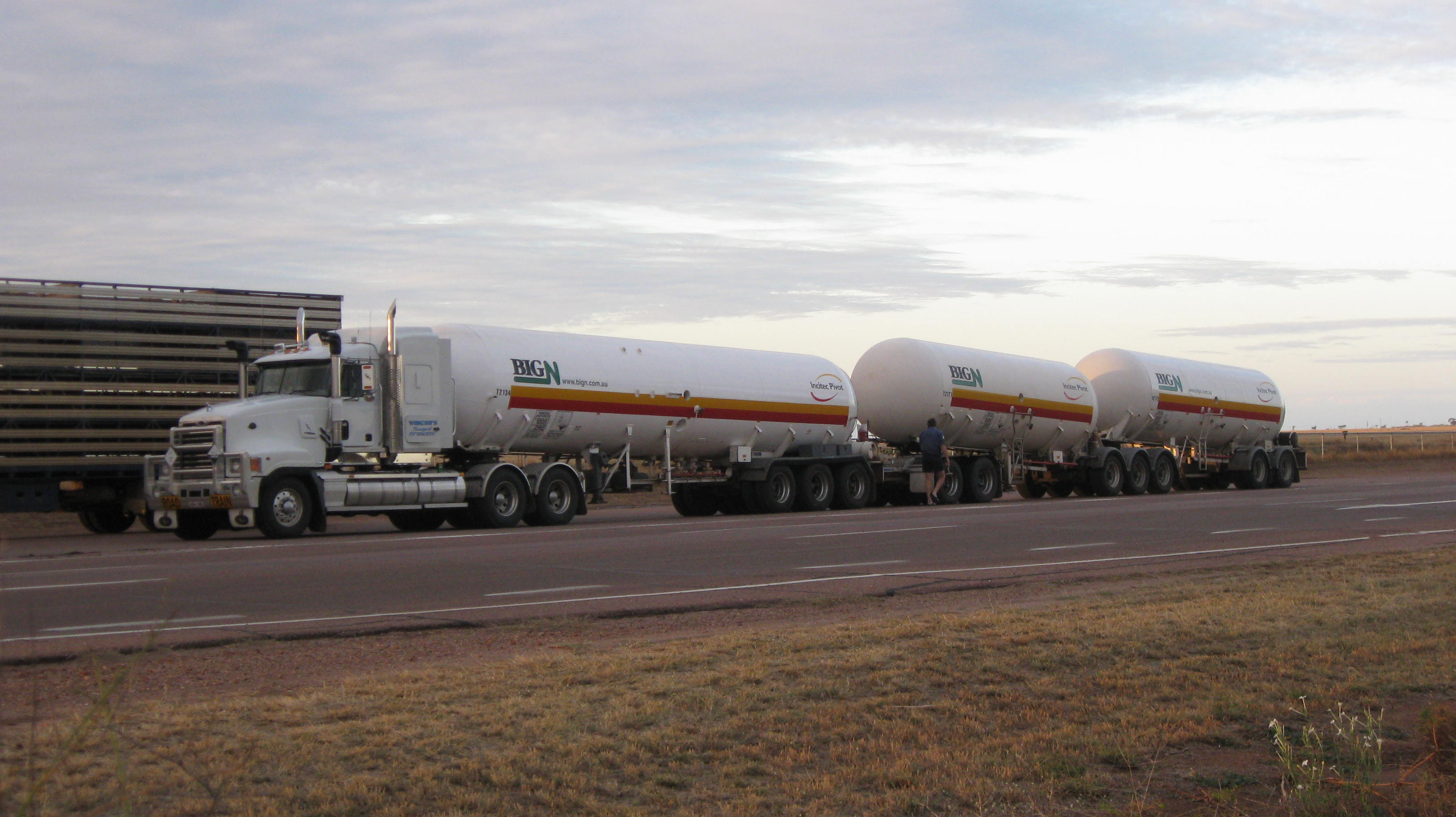

## 라인업
- 미들 라이스 슬리퍼 6x4
- 하이 라이스 슬리퍼 6x4
- 트라이 드라이브 8x6

## 엔진
| 제작사 | 형식 | 벨브 | 베기량(리터) | 최대 출력 | 최대 토크 | 기통 | 비고     |
| ------ | ---- | ---- | ------------ | --------- | --------- | ---- | -------- |
| 맥     | MP10 | 24   | 16           | 600       | 285       | 6    | SCR 내장 |
| 맥     | MP10 | 24   | 16           | 685       | 317       | 6    | SCR 내장 |

## 변속기
| 제작사 | 형식        | 최대 토크 | 전진 기어 | 후진 기어 | 최저 기어 | 최고 기어 | 변속 방식 | 비고      |
| ------ | ----------- | --------- | --------- | --------- | --------- | --------- | --------- | --------- |
| 맥     | T318LR21    | 290       | 18        | 3         | 16.42     | 0.71      | 수동      | 기본 사양 |
| 맥     | T31821      | 290       | 18        | 3         | 13.44     | 0.71      | 수동      | 옵션 사양 |
| 맥     | TmD12AO23   | 324       | 12        | 2         | 11.73     | 0.78      | 자동      | 옵션 사양 |
| 이튼   | RTLO-22918B | 311       | 18        | 3         | 14.40     | 0.73      | 수동      | 옵션 사양 |

## 같이 보기
- 맥 트럭스